# Whatever Gets You thru the Night
"Whatever Gets You thru the Night" är en sång av John Lennon, utgiven som singel den 4 oktober 1974. Låten nådde förstaplatsen på Billboard Hot 100 den 16 november samma år. "Whatever Gets You thru the Night" återfinns på albumet Walls and Bridges.